# آرامگاه میرزا کاظم خلیلی
مقبره میرزا کاظم خلیلی مربوط به دوران‌های تاریخی پس از اسلام -اوایل دوره قاجار است و در شهرستان گناباد، بخش مرکزی، روستای رهن واقع شده و این اثر در تاریخ ۱۹ مرداد ۱۳۸۴ با شمارهٔ ثبت ۱۲۹۲۴ به‌عنوان یکی از آثار ملی ایران به ثبت رسیده است.